# 劇院區大樓
劇院區大樓（英語：Theatre Row Building）是由五家外百老匯劇院組成的綜合群體，位於紐約市曼哈頓地獄廚房劇院區西42街410號。該建築歸501(c)(3)組織非營利性藝術建築所有，是將第九大道和第十大道之間的第42街成人娛樂區改造成非百老匯劇院的核心項目區。

## 劇院
- 第一劇院，前身是獅子劇院[1]，有88個座位。坐落在原來的克勒曼劇院的舊址上，以獅子劇院命名，是1977年在劇院區開業的最早劇院之一。[2][3][4][5]
- 第二劇院，原羅德尼·柯克劇院[1]，有99個座位。以前以曼哈頓廣場首任董事的名字命名。[6]
- 第三劇院，前身為橡子劇院[1]是劇院區大樓中最大的劇院，擁有199個座位。[7]
- 第四劇院，原塞繆爾·貝克特劇院[1]，有99個座位。[8]
- 第五劇院，前身為哈羅德·克勒曼劇院[1]，有99個座位。[9]
- 工作室劇院是一座55個座位的黑箱劇場。[10]